# Aksjusz (Łobow)
Aksjusz, imię świeckie Dmitrij Borisow Łobow (ur. 24 maja 1980 w Riazaniu) – rosyjski biskup prawosławny.

## Życiorys
Pochodzi z rodziny robotniczej. W 2002 r. ukończył Riazańską Państwową Akademię Radiotechniczną, w tym samym roku zamieszkał w placówce filialnej Monasteru Sołowieckiego w Moskwie, zaś w roku następnym został formalnie posłusznikiem w tymże klasztorze i podjął naukę w seminarium duchownym w Moskwie. 24 grudnia 2003 namiestnik klasztoru archimandryta Józef (Bratiszczew) postrzygł go na mnicha, nadając mu imię zakonne Aksjusz na cześć świętego mnicha Aksjusza Kaszkarańskiego. Od 2003 r. uczył religii w szkole niedzielnej przy placówce filialnej monasteru w Moskwie, od 2004 r. był jej dyrektorem. 28 lutego tego samego roku arcybiskup istrzański Arseniusz wyświęcił go na hierodiakona, zaś 24 czerwca 2005 – na hieromnicha. W latach 2011–2016 studiował na Moskiewskiej Akademii Duchownej.
Od początku 2017 r. służył w eparchii nerczyńskiej, jako dziekan dekanatu nerczyńskiego i klucznik katedralnego soboru Zmartwychwstania Pańskiego w Nerczyńsku, a od marca tegoż roku także jako kierownik eparchialnego wydziału misyjnego. 4 maja 2017 został nominowany na biskupa nerczyńskiego i krasnokamieńskiego. W związku z tą decyzją 10 maja 2017 otrzymał godność archimandryty. 
Jego chirotonię biskupią poprowadził patriarcha moskiewski i całej Rusi Cyryl, 18 czerwca 2017, w moskiewskim soborze Chrystusa Zbawiciela.
W 2019 r. przeniesiony na katedrę jużnosachalińską i kurylską. 21 kwietnia tegoż roku otrzymał godność arcybiskupa.
W 2021 r. został ordynariuszem nowo powołanej eparchii podolskiej. 